# هری پاتر و زندانی آزکابان (فیلم)
هری پاتر و زندانی آزکابان (به انگلیسی: Harry Potter and the Prisoner of Azkaban) فیلمی فانتزی سومین فیلم از فیلم‌های هری پاتر و دنیای جادوگری می‌باشد. کارگردانی این فیلم را آلفونسو کوارون مکزیکی بر عهده داشت. این فیلم براساس رمانی به همین نام نوشتهٔ جی.کی. رولینگ ساخته شد و در ۴ ژوئن ۲۰۰۴، یک سال و نیم پس از اکران فیلم قبلی، هری پاتر و تالار اسرار اکران شد. در این فیلم دنیل ردکلیف در نقش هری پاتر، در کنار روپرت گرینت و اما واتسون در نقش بهترین دوستان هری به ترتیب رون ویزلی و هرماینی گرنجر بازی می‌کنند. این فیلم سال سوم هری در هاگوارتز و تلاش او برای کشف حقیقت در مورد گذشته‌اش از جمله ارتباط سیریوس بلک، زندانی تازه فرار کرده از زندان آزکابان، با هری و والدین مرحومش را دنبال می‌کند.
با زندانی آزکابان، تولید فیلم‌های هری پاتر به چرخه هجده‌ماهه تغییر یافت. کوارون از میان فهرستی شامل کالی خوری و کنت برانا بود به عنوان کارگردان این فیلم انتخاب شد. فیلم‌نامه توسط استیو کلوویز نوشته شده و اقتباسی از رمان را ارائه می‌دهد که آزادی بیشتری نسبت به دو فیلم اول این مجموعه داشت. بازیگران قسمت‌های قبلی با اضافه شدن گری اولدمن، دیوید تیولیس، اما تامپسون و سایرین برای ساخت فیلم بازگشتند. این فیلم اولین حضور مایکل گمبون در نقش پروفسور آلبوس دامبلدور به دلیل مرگ ریچارد هریس در سال ۲۰۰۲ بود. تصویربرداری اصلی در فوریه ۲۰۰۳ در استودیو فیلم لیوزدن آغاز شد. این اولین فیلم این مجموعه بود که به‌طور گسترده از مکان‌های واقعی برای ساخت فیلم استفاده شد، با دکورهایی که در اسکاتلند ساخته شدند و صحنه‌هایی که در لندن فیلم‌برداری شدند و در نهایت تصویربرداری در نوامبر ۲۰۰۳ به پایان رسید.
این فیلم در ۳۱ می ۲۰۰۴ در بریتانیا و در ۴ ژوئن ۲۰۰۴ در آمریکای شمالی اکران شد. زندانی آزکابان اولین فیلم هری پاتر بود که از فناوری آی‌مکس بود و در سینماهای آی‌مکس به روی پرده رفت. این فیلم در مجموع ۷۹۷٫۵ میلیون دلار در سراسر جهان فروخت و دومین فیلم پرفروش سال ۲۰۰۴ شد. این فیلم به خاطر کارگردانی کوارون و بازی بازیگران اصلی آن مورد تحسین قرار گرفت. این فیلم به دلیل ایجاد تغییر قابل توجه در لحن و سبک کارگردانی این مجموعه شناخته می‌شود و اغلب توسط منتقدان و طرفداران به عنوان بهترین فیلم هری پاتر شناخته می‌شود. این فیلم در هفتاد و هفتمین دوره جوایز اسکار در سال ۲۰۰۴ نامزد دو جایزه اسکار بهترین موسیقی فیلم و بهترین جلوه‌های ویژه شد. پس از زندانی آزکابان فیلم بعدی این مجموعه، هری پاتر و جام آتش در سال ۲۰۰۵ به نمایش درآمد.

## داستان
هری پاتر اندکی پس از پایان دومین سال تحصیلی خود در هاگوارتز، تابستان دیگری را با نارضایتی در کنار دورسلی‌ها سپری می‌کند. در سیزدهمین سالگرد تولد او، مارج خواهر ورنون دورسلی برای ملاقات با آنها می‌آید، در طی این ملاقات او به هری و والدینش توهین می‌کند. هری بابت عصبانی می‌شود و به همین خاطر او باد کرده و در هوا شناور می‌شود. هری که انتظار دارد به دلیل استفاده از جادو در خارج از هاگوارتز اخراج شود، با وسایلش از منزل دورسلی‌ها فرار می‌کند.
اتوبوس شوالیه می‌رسد و هری با آن به لندن می‌رود، جایی که کورنلیوس فاج، وزیر سحر و جادو هری را عفو می‌کند و به او می‌گوید که اخراج نخواهد شد. هری پس از ملاقات مجدد با بهترین دوستانش رون ویزلی و هرمیون گرنجر متوجه می‌شود که سیریوس بلک یکی از حامیان محکوم لرد ولدمورت از زندان آزکابان فرار کرده و قصد دارد او را بکشد. در طول عزیمت به هاگوارتز با قطار سریع‌السیر هاگوارتز، قطار ناگهان متوقف می‌شود تا دیوانه‌سازها، نگهبانان شبح مانند زندان که در جستجوی بلک هستند، سوار شوند. یکی از آنها وارد کوپه هری می‌شود و باعث می‌شود او غش کند، اما ریموس لوپین، معلم جدید دفاع در برابر جادوی سیاه، از سپر مدافع برای دفع آن موجودات استفاده می‌کند. در هاگوارتز، آلبوس دامبلدور مدیر مدرسه به دانش‌آموزان اطلاع می‌دهد که دیوانه‌سازها تا زمانی که بلک دستگیر شود در مدرسه گشت خواهند زد.
روبیوس هاگرید به عنوان معلم جدید مراقبت از موجودات جادویی منصوب می‌شود، اما اولین کلاس او زمانی که دراکو مالفوی عمداً کج‌منقار هیپوگریف را تحریک می‌کند تا به او حمله کند. وقتی دراکو در مورد جراحت خود اغراق می‌کند، پدرش لوسیوس، کج‌منقار را به اعدام محکوم می‌کند. در بازگشت به برج گریفیندور، دانش آموزان پرتره بانوی چاق را خالی می‌بینند. بانوی چاق وحشت‌زده و پنهان شده در نقاشی دیگری به دامبلدور هشدار می‌دهد که بلک وارد قلعه شده‌است. در طول یک مسابقه کوئیدیچ در هوای طوفانی چند دیوانه‌ساز به هری نزدیک می‌شوند و باعث می‌شوند که او از جاروی پرنده‌اش بیفتد. هری متوجه می‌شود که چوب جارویش توسط بید کتک‌زن نابود شده‌است و تصمیم می‌گیرد یاد بگیرد که چگونه با دیوانه‌سازها مبارزه کند. هری در حال تلاش برای ورود دزدکی به هاگزمید توسط فرد و جورج دستگیر می‌شود که آن دو نقشه غارتگر را به او می‌دهند.
با استفاده از آن نقشه هری مخفیانه وارد هاگزمید می‌شود و متوجه می‌شود که بلک پدرخوانده اوست و محل نگهداری پدر و مادرش را برای ولدمورت فاش کرده بود و همچنین پیتر پتیگرو، دوست مشترکشان را نیز به قتل رساند. پس از تعطیلات، لوپین به‌طور خصوصی به هری می‌آموزد که چگونه با سپر مدافع، یک سپر یا نیرویی که می‌تواند یک دیوانه‌سازها را دفع کند. پس از کلاس پیشگویی پروفسور تریلانی در حضور هری وارد خلسه می‌شود و پیش‌بینی می‌کند که ارباب تاریکی باز خواهد گشت. در حالی که شاهد اعدام کج‌منقار بودند، خال‌خالی موش خانگی رون، او را گاز می‌گیرد و فرار می‌کند. وقتی رون آن را تعقیب می‌کند، یک سگ سیاه بزرگ او و خال‌خالی را به سوراخی در پایه بید کتک‌زن می‌کشاند و این سه نفر را به یک گذرگاه زیرزمینی به نام «شیون آوارگان» هدایت می‌کند، جایی که مشخص می‌شود که سگ سیاه جانورنمایی است که بلک خود را به آن شکل درآورده است.
سیریوس به او می‌گوید که بی‌گناه است و کسی که پدر و مادرش را به ولدمورت فروخته پیتر پتیگروست که انگشتش را برید (تا همه فکر کنند او مرده) بعد تبدیل شد به یک موش که از قضا موش خانگی رون است.
بعد از اینکه سیریوس موش را به شکل عادی برمی‌گرداند و بی‌گناهی‌اش ثابت می‌شود، همه چیز نقشه بر آب شده و پیتر فرار می‌کند و سیریوس هم طی درگیری با پروفسور لوپین (معلم دفاع در برابر جادوی سیاه که یک گرگینه است) زخمی می‌شود و دیوانه سازها (نگهبان‌های آزکابان) به طرف او می‌آیند ولی هری با آن‌ها مبارزه می‌کند اما یک نفر به او کمک می‌کند که در ابتدا هری فکر کرد که پدرش بوده. اما بعد از اینکه با هرماینی به گذشته بر می‌گردد می‌فهمد خودش بود که به خودش کمک کرده‌است. وقتی هری به گذشته بر می‌گردد سیریوس را نجات می‌دهد و به او کمک می‌کند تا فرار کند. بعد از اینکه سیریوس فرار می‌کند هری و هرماینی به هاگوارتز بر می‌گردند.

## بازیگران
- دنیل ردکلیف در نقش هری پاتر (شخصیت)، یک جادوگر ۱۳ ساله بریتانیایی که به دلیل زنده ماندن از طلسم جادوگر سیاه شرور لرد ولدمورت در هنگام مرگ پدر و مادرش مشهور شده‌است، و حالا وارد سومین سال تحصیلی خود در مدرسهٔ علوم و فنون جادوگری هاگوارتز می‌شود.
- روپرت گرینت در نقش رون ویزلی، بهترین دوست هری در هاگوارتز.
- اما واتسون در نقش هرماینی گرنجر، بهترین دوست هری که مشنگ‌زاده و مغز متفکر گروه سه نفرهٔ آن‌هاست.
- رابی کالترین در نقش روبیوس هاگرید، شکاربان و استاد جدید مراقبت از موجودات جادویی هاگوارتز.
- مایکل گمبون در نقش آلبوس دامبلدور، مدیر هاگوارتز و یکی از بزرگ‌ترین جادوگران تمام دوران. پس از آنکه ریچارد هریس، ایفاگر نقش دامبلدور در دو فیلم قبلی، در ۲۵ اکتبر ۲۰۰۲ درگذشت،[۵] این نقش به گمبون محول شد. هریس با وجود بیماری مصمم بود نقشش را در این فیلم نیز ایفا کند و به دیوید هیمن که به ملاقات او آمده بود گفته بود که بازیگری را جایگزین او نکنند.[۶] چهار ماه پس از درگذشت هریس، کوارون به عنوان جایگزین گمبون را انتخاب کرد.[۷] گمبون درصدد تقلید یا بهتر کردن بازی هریس برنیامد و در عوض بازی متفاوت خود را برای نقش ایفا کرده و لهجه ایرلندی خفیفی چاشنی کار خود کرد و بازی در فیلم را تنها ظرف سه هفته به پایان رساند.[۸] شایعاتی مبنی بر انتخاب ایان مک‌کلن برای این نقش منتشر شد که او با رد این ادعاها عنوان کرد که نقش مشابه گندالف را در مجموعهٔ ارباب حلقه‌ها بازی کرده‌است. او همچنین عنوان کرد با توجه به اینکه هریس او را بازیگر «افتضاحی» نامیده‌است گرفتن جای او کار ناشایستی است.[۹][۱۰] خانوادهٔ هریس تمایل خود را برای ایفای این نقش توسط پیتر اوتول دوست صمیمی هریس ابراز کردند.[۱۱]
- ریچارد گریفیتس در نقش ورنون دورسلی، شوهرخالهٔ مشنگ هری.
- گری الدمن در نقش سیریوس بلک، پدرخواندهٔ بدنام هری که به اشتباه متهم به قتل چندین مشنگ و خیانت به خانوادهٔ پاتر شده و پس از تحمل ۱۲ سال حبس در زندان جادوگری آزکابان، از آنجا فرار می‌کند. اولدمن به این دلیل نقش را قبول کرد که پس از آنکه تصمیم گرفت مدت بیشتری را با فرزندانش سپری کند، چندین سال کار بزرگی را قبول نکرد و به پول نیاز داشت. او برای ایفای نقش از کوارون الهام گرفت که به گفتهٔ وی دارای «ذوق و مسرتی برای زندگی» بود[۱۲] و سیریوس را به جان لنون تشبیه کرد. او از دشواری ایفای این نقش غافلگیر شده و آن را به دیالوگ آثار شکسپیر تشبیه کرد.[۱۲] اولدمن مدل موی سیریوس را پیشنهاد داد و کوارون نیز خالکوبی‌های این شخصیت را طراحی کرد.[۱۲] او کتاب اول هری پاتر را خوانده بود و فرزندانش هوادار این مجموعه بودند. ایفای این نقش باعث شد اولدمن برای فرزندانش و همکلاسی‌های آنان به مشابه یک قهرمان شود.
- آلن ریکمن در نقش سوروس اسنیپ، استاد معجون‌سازی در هاگوارتز و رئیس گروه اسلیترین.
- فیونا شاو در نقش پتونیا دورسلی، خالهٔ مشنگ هری.
- مگی اسمیت در نقش مینروا مک‌گوناگل، معاون مدیر هاگوارتز، استاد درس تغییرشکل و رئیس گروه گریفیندور.
- تیموتی اسپال در نقش پیتر پتی‌گرو، یکی از دوستان پدر و مادر هری که گفته می‌شود توسط سیریوس بلک کشته شده‌است، اما در انتها مشخص می‌شود در واقع او مرگ‌خواری است که به پدر و مادر هری خیانت کرده‌است.
- دیوید تیولیس در نقش ریموس لوپین، استاد جدید دفاع در برابر جادوی سیاه در هاگوارتز که یک گرگینه است. تیولیس که پیش از این برای نقش پروفسور کوییرل در فیلم هری پاتر و سنگ جادو آزمون بازیگری داده بود، اولین انتخاب کوارون برای نقش پروفسور لوپین بود. او این نقش را به توصیهٔ یان هارت بازیگر منتخب نقش کوییرل پذیرفت که به او گفته بود پروفسور لوپین «بهترین نقش در کتاب» است.[۱۳] کوارون به تیولیس گفته بود که از نظرش لوپین همجنسگرا است و برای توصیف شخصیت او از عنوان «همجنسگرای معتاد» استفاده کرده بود، اگرچه بعدها با انتشار آخرین کتاب مشخص شد او در اشتباه بوده‌است.[۱۴] تیولیس دو فیلم اول را تماشا کرده و فقط بخشی از کتاب اول را خوانده بود، اما پس از پذیرفتن نقش، کتاب سوم را خواند. او از بازی در فیلمی که در میان کودکان و نوجوانان طرفدار زیادی داشت خوشحال بود و از مدتی که دشت دوربین بود لذت برد.
- اما تامسون در نقش سیبل تریلانی، استاد درس پیشگویی در هاگوارتز.